# Emma Madsen
Emma Madsen (* 18. November 1988) ist eine dänische Fußballspielerin. Die Stürmerin nahm mit der dänischen Nationalmannschaft an der Europameisterschaft 2013 teil.

## Sportlicher Werdegang
Madsen begann mit dem Fußballspielen beim Skovlunde IF, wo sie auch ihre ersten Schritte im Erwachsenenbereich machte. Anfang 2009 wechselte sie zur Frauschaft von Brøndby IF. Mit dem Klub gewann sie 2011 bis 2013 dreimal in Folge das Double aus dänischer Meisterschaft in der 3F Ligaen und Landespokals.
Nachdem Madsen bereits Juniorennationalspielerin gewesen war, debütierte sie 2011 in der dänischen Nationalmannschaft. Nationaltrainer Kenneth Heiner-Møller berief sie kurz vor Turnierbeginn als Nachrückerin für Sanne Troelsgaard Nielsen in den Kader für die Europameisterschaft 2013. Dort kam sie bis zum Ausscheiden im Halbfinale gegen Norwegen nach Elfmeterschießen zu zwei Kurzeinsätzen als Einwechselspielerin.